# Sara Durantini

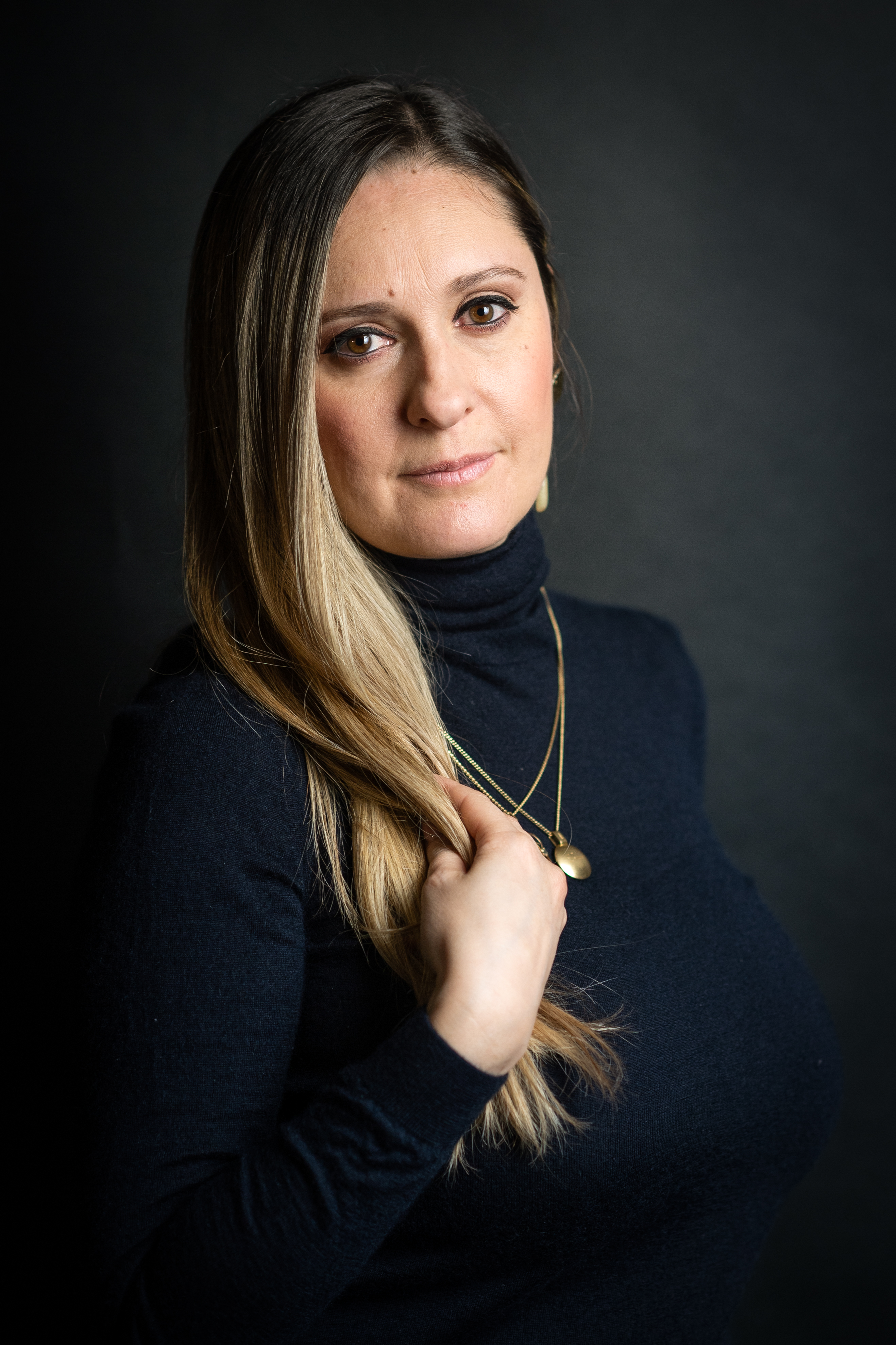

Sara Durantini (San Martino dall'Argine, 10 luglio 1984) è una scrittrice italiana, autrice di romanzi e racconti. Ha scritto la prima biografia italiana dedicata ad Annie Ernaux, Premio Nobel per la letteratura 2022.

## Biografia
Il padre è contadino e la madre cucitrice e trascorre l'infanzia e parte della sua giovinezza nel paese natale, San Martino dall'Argine. Il modesto contesto sociale, la scoperta del proprio corpo, il divorzio dei genitori, avvenuto quando aveva cinque anni, sono il punto di partenza e ciò che racconterà nella sua prima opera letteraria, L'odore del fieno, con la quale ha vinto l'edizione 2006 del premio Tondelli per inediti di giovani narratori italiani.
Inizia in questi anni a insegnare in vari ordini di scuole.
Nel maggio 2007 esce il suo primo romanzo, Nel nome del padre, mentre nel 2008 pubblica un racconto inserito nell'antologia Quello che c'è tra di noi, a cura di Sergio Rotino.
Nel 2009 dopo la laurea in Lettere all'Università degli Studi di Parma, si trasferisce a Roma. Nello stesso anno, partecipa alla prima edizione del Dizionario affettivo della lingua italiana, a cura di Matteo B. Bianchi e Giorgio Vasta. Durantini parteciperà anche al Nuovo dizionario affettivo della lingua italiana edito nel 2019 da Fandango, libro pubblicato a dieci anni dalla prima edizione e per celebrare i vent'anni della casa editrice. Nel 2011 sposa Niccolò Venturoli, nipote di Marcello Venturoli. Dal matrimonio nascerà un figlio.
Durantini riconosce che la sua condizione sociale e di genere ha avuto un impatto significativo sulla sua vita e sul suo percorso come donna e scrittrice. Ha iniziato a scrivere all'età di vent'anni, e, sebbene all'inizio il suo percorso fosse incerto, si è ritrovata ispirata e guidata da scrittrici e figure femminili che le hanno fornito le coordinate per trovare la sua strada e la sua voce. Tra queste, Annie Ernaux ha avuto un ruolo particolarmente significativo, influenzando profondamente la sua visione e il suo stile letterario.. 
Abbandonato l'insegnamento, sia pubblico che privato, si dedica alla scrittura, collaborando con riviste letterarie e partecipando ad antologie di racconti. 
Nel 2021 esce L'evento della scrittura. Sull'autobiografia in Colette, Marguerite Duras, Annie Ernaux in cui racconta come le tre autrici abbiano identificato, utilizzando l'approccio autobiografico, la forma più autentica di rappresentazione narrativa per esprimere la voce femminile.
Nello stesso anno sarà ospite di Annie Ernaux, a casa sua a Cergy, e il pomeriggio trascorso insieme farà parte del libro Annie Ernaux. Ritratto di una vita, pubblicato nel 2022, a poche settimane dall'assegnazione del Nobel alla scrittrice francese. Nel libro-intervista, critico e biografico dedicato alla premio Nobel, Durantini racconta come ha scoperto, durante il periodo universitario, la scrittura di Annie Ernaux e riscrive in chiave biografica la vita della scrittrice francese. 
Nel 2023 cura il libro La terra inesplorata delle donne, che raccoglie i racconti di tredici scrittrici italiane.
Nel 2024 pubblica Pampaluna romanzo di formazione, che riceve il Premio di scrittura femminile “Il Paese delle Donne” - Letteratura per l’infanzia e per ragazz* , è la storia di affrancamento femminile ambientata nella Pianura Padana tra la fine degli anni Ottanta e l'inizio degli anni Novanta, libro in cui si avverte il «passaggio dal Mito alla Storia, dall’infanzia alla maturità non solo della protagonista ma della comunità intera: dalla soggezione ancestrale alla tradizione tramandata alla presa di coscienza storica»
. Pampaluna è nato dal lungo racconto L'odore del fieno definito da Fulvio Panzeri «di grande valore espressivo, sul quale qui vogliamo scommettere, certi che rappresenta l'avvio di un percorso letterario che al suo esordio è già solido, meritevole, naturale». La scrittrice, attraverso le pagine di Pampaluna, trasporta il lettore «in uno scenario naturale e sociale di provincia, riportato in vita con immediatezza mediante sequenze di gusto cinematografico»  e restituisce la memoria di un intero mondo e di un’intera epoca intrecciando la storia universale con quella personale, rivendicando «l’urgenza di narrare la propria storia con una prosa affilata e impersonale che ricorda Annie Ernaux»  e raccontando, anche, come ha vissuto l’esperienza di transfuga di classe che attraverso la scrittura ha saputo trasformare la sua diversità trovando «il coraggio e la forza di dire io, mentre avanza implacabile la storia e, nella sua avanzata, disgrega ciò che resta dell’identità personale» .
Nello stesso anno pubblica Ritorno in pianura. San Martino dall'Argine e dintorni. Fotografie e archivio fotografico di Guglielmo Tonini, libro fotografico che racconta, unendo immagini e narrazioni, la storia di molti paesi del basso mantovano bagnati dal fiume Oglio e dal Po.

## Opere
- Nel nome del padre, Ravenna, Fernandel, 2007, ISBN 9788887433852
- L'evento della scrittura. Sull'autobiografia in Colette, Marguerite Duras, Annie Ernaux, Milano, 13LAB Editore, 2021, ISBN 978-8899633387
- Annie Ernaux. Ritratto di una vita, Roma, deiMerangoli editrice, 2022, ISBN 978-88-98981-98-4
- Pampaluna, Terni, Dalia edizioni, 2024, ISBN 978-88-99207-69-4
- Ritorno in pianura, Voghera, Libreria Ticinum Editore, 2024, ISBN 979-1281654075

### Curatele
- La terra inesplorata delle donne, Dalia edizioni, 2023, ISBN 978-88-99207-61-8

### Racconti in antologie
- Quello che c'è tra di noi, a cura di Sergio Rotino, Manni editore, 2008, ISBN 978-88-6266-023-5
- Dizionario affettivo della lingua italiana, a cura di Vanni Santoni e Matteo B. Bianchi, Fandango Libri, 2009, ISBN 9788860440655
- Orbite vuote, a cura di Marco Candida, Intermezzi Editore, 2011, ISBN 9788890505843
- Nuovo dizionario affettivo della lingua italiana, a cura di Vanni Santoni e Matteo B. Bianchi, Fandango Libri, 2019, ISBN 9788860446091
- L'unica via è il pensiero, Intermedia Edizioni, 2019, ISBN 978-88-31410-00-7
- Anche se non sto gridando, Dalia edizioni, 2025, ISBN 978-88-99207-74-8

## Articoli in riviste
- Shirin Neshat: la forza del linguaggio poetico. Narrazione dell’identità femminile iraniana e della donna nel mondo, «Meer», 22 marzo 2018
- Fra me e me. Da Annie Ernaux a Michel Leiris, «Antinomie», 14 novembre 2020
- Annie Ernaux: perché la condizione femminile è (anche) un fatto linguistico, «Paper Club 1978», 2020, n.1
- La geografia dell'assenza: oltre la parola nella scrittura cinematografica di Marguerite Duras, «Le città delle donne», 18 maggio 2021
- L'ermeneutica dell'immagine. Sguardi su Hiroshima mon amour, «Le città delle donne», 8 giugno 2021
- Tra filosofia e letteratura: gli scritti inediti di Simone de Beauvoir, «Le città delle donne», 24 settembre 2021
- Dalla polvere della terra. Oltre la finitudine dell'uomo, «Paper Club 1978», 2021, n.2
- Nathalie Léger: Suite per Barbara Loden e L'abito bianco, «Le città delle donne», 10 gennaio 2022
- Annie Ernaux: "Il femminismo inizia con mia madre" , «Provocazione», 2023, n.11, p. 4-11
- Portraits de vie: l’écriture photographique d’Annie Ernaux, «Collateral Revue», 26 luglio 2024
- Entre mots et images : Les phototextes d'Annie Ernaux et Lalla Romano, «Collateral Revue», 22 agosto 2024
- Entretien avec Philippe Vilain: “À l'origine, il y a le pronom Je”, «Collateral Revue», 13 novembre 2024
- L’écriture comme un couteau : réflexions sur Annie Ernaux et la tension entre désir et forme, «Collateral Revue», 18 dicembre 2024
- Lettres et mémoires : entretien avec Frédéric-Yves Jeannet sur Annie Ernaux et le pouvoir des mots, «Collateral Revue», 31 gennaio 2025
- La géographie de l'absence: dans les eaux océaniques de Marguerite Duras, «Collateral Revue», 2 aprile 2025
- Le corps des femmes: Shirin Neshat entre Milan, Paris et Téhéran,  «Collateral Revue», 2 giugno 2025
- Melissa Febos: L’incroyable pouvoir politique des mémoires, «Collateral Revue», 10 giugno 2025
- Il corpo che narra: Hélène Cixous, Michelle Perrot e Luce Irigaray, «Morel voci dall’isola», 22 luglio 2025

## Premi
- 2006 – Premio Tondelli per L'odore del fieno
- 2024 – Premio di scrittura femminile Il Paese delle Donne per Pampaluna